# Hegyi Lajos (matematikus)

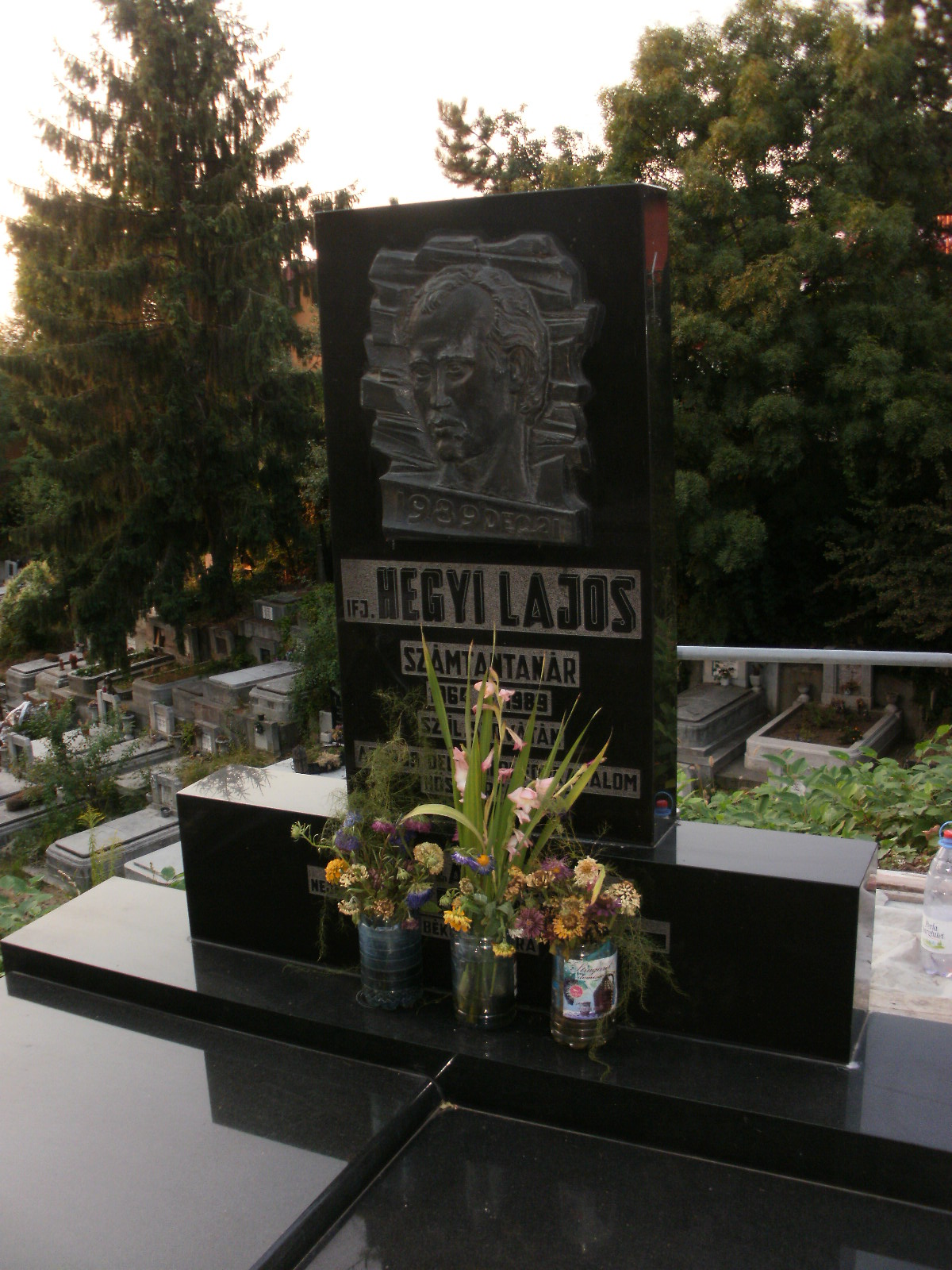
Hegyi Lajos sírhelye

Hegyi Lajos (Marosvásárhely, 1964 – Marosvásárhely, 1989. december 21.) számtantanár, nagyreményű fiatal matematikus volt.

## Élete
A Bolyai Farkas Líceum diákja, aki az 1980-as években számos helyi és országos matematika versenyen ért el kiemelkedő eredményt.
Az 1989-es forradalom hat marosvásárhelyi áldozatának egyike. A Grand Szálló előtti gyilkos sortűzben lelte halálát.

## Emlékezete
Az ő nevét viseli az Erdélyi Magyar Matematika Verseny marosvásárhelyi szakasza, melyet 1997-től évente rendeznek meg középiskolások részére.
2002. december 8-án emléktáblát avattak tiszteletére, melyet a Bolyai Farkas középiskola dísztermének bejáratánál helyeztek el.
Sírja a marosvásárhelyi római katolikus temetőben található.